# Creedence Clearwater Revival
Creedence Clearwater Revival, CCR, eller bara Creedence, var ett amerikanskt rockband som var aktivt från 1967 till 1972. Gruppen bestod initialt av bröderna Tom Fogerty och John Fogerty, båda på gitarr och sång, Stu Cook på elbas och Doug Clifford på trummor. Medlemmarna hade spelat tillsammans sedan 1959, först som The Blues Velvets och senare som The Golliwogs.
CCR:s musikaliska stil var främst inspirerad av rootsrock, bluesrock samt swamp rock. De spelade sydstatsrock, trots att bandet var från Kalifornien, med texter om bayous, malar, Mississippifloden och andra poplära element från södra USA. Bandets texter handlade sällan om kärlek, utan var istället politiskt fokuserade och ett återkommande tema var Vietnamkriget, som pågick under bandets aktiva år. Bandet spelade på Woodstockfestivalen i Upstate New York 1969.
Efter interna stridigheter upplöstes bandet i slutet av 1972, efter fyra år av listframgångar. Tom Fogerty hade lämnat bandet föregående år och John var oense med de återstående medlemmarna i affärsfrågor och musikalisk kontroll vilket resulterade i stämningar bland de tidigare bandkamraterna. Fogerty hade också meningsskiljaktigheter med Fantasy Records ägare Saul Zaentz, vilket resulterade i ytterligare långa, utdragna stämningar. Då bandet blev invalt i Rock and Roll Hall of Fame and Museum 1993 vägrade John att spela med de två kvarvarande medlemmarna.
Creedence Clearwater Revivals musik spelas fortfarande flitigt på amerikansk klassisk rock-radio. I USA har bandet sålt över 28 miljoner album. Samlingsalbumet Chronicle, Vol. 1 som ursprungligen gavs ut 1976, finns fortfarande på Billboard 200 och förväntas nå 500 veckors på listan någon gång i december 2020. Det har platinacertifierats 10 gånger, vilket indikerar att det har sålt över 10 miljoner exemplar. Tidningen Rolling Stone rankade bandet som 82:a på sin lista över de "100 största artister genom tiderna". Bland bandets mest kända låtar kan nämnas: "Proud Mary", "Bad Moon Rising", "Down on the Corner", "Fortunate Son", "Up Around the Bend" och "Have You Ever Seen the Rain?".

## Historia

### 1959–1966: The Blue Velvets och The Golliwogs
Upptakten till Creedence Clearwater Revival var när gitarristen John Fogerty 1959 bildade bandet The Blue Velvets tillsammans med Doug Clifford (trummor) och Stu Cook (piano). Bandet spelade huvudsakligen coverlåtar av instrumentala artister som Duane Eddy, Johnny and the Hurricanes och The Ventures på lokala danser och fester. När Johns äldre bror Tom Fogerty anslutit sig som sångare och gitarrist bytte gruppen namn till Tommy Fogerty and the Blue Velvets.
I mitten av 1960-talet skrev bandet ett kontrakt med skivbolaget Fantasy Records som vid tiden för british invasion-eran ändrade bandets namn till det mer brittiskt klingande The Golliwogs. Samtidigt ändrades rollerna i bandet: Cook gick från piano till elbas och Tom Fogerty från sångare till kompgitarr. John blev bandets sångare och primära låtskrivare. Bandet gav ut sju britpop-inspirerade singlar, utan någon större framgång.
Gruppen drabbades av ett bakslag 1967 när John och Doug blev uttagna till militärtjänstgöring och istället valde att ta värvning i militären för att undvika värnplikt. Fogerty gick med i US Army Reserve medan Clifford gick med i US Coast Guard Reserve. Fogerty har uttalat sig om tiden i armén: "Jag hamnade i delirium och gick in i trans. Och jag började berätta en historia för mig själv, som var låten "Porterville"." John Fogerty tog snart kontroll över bandet då han var bandets leadsångare och utvecklades till en multiinstrumentalist som spelade keyboard, munspel och saxofon, utöver gitarr. 1967 hade han börjat producera bandets inspelningar.

### 1967–1970: Storhetstiden

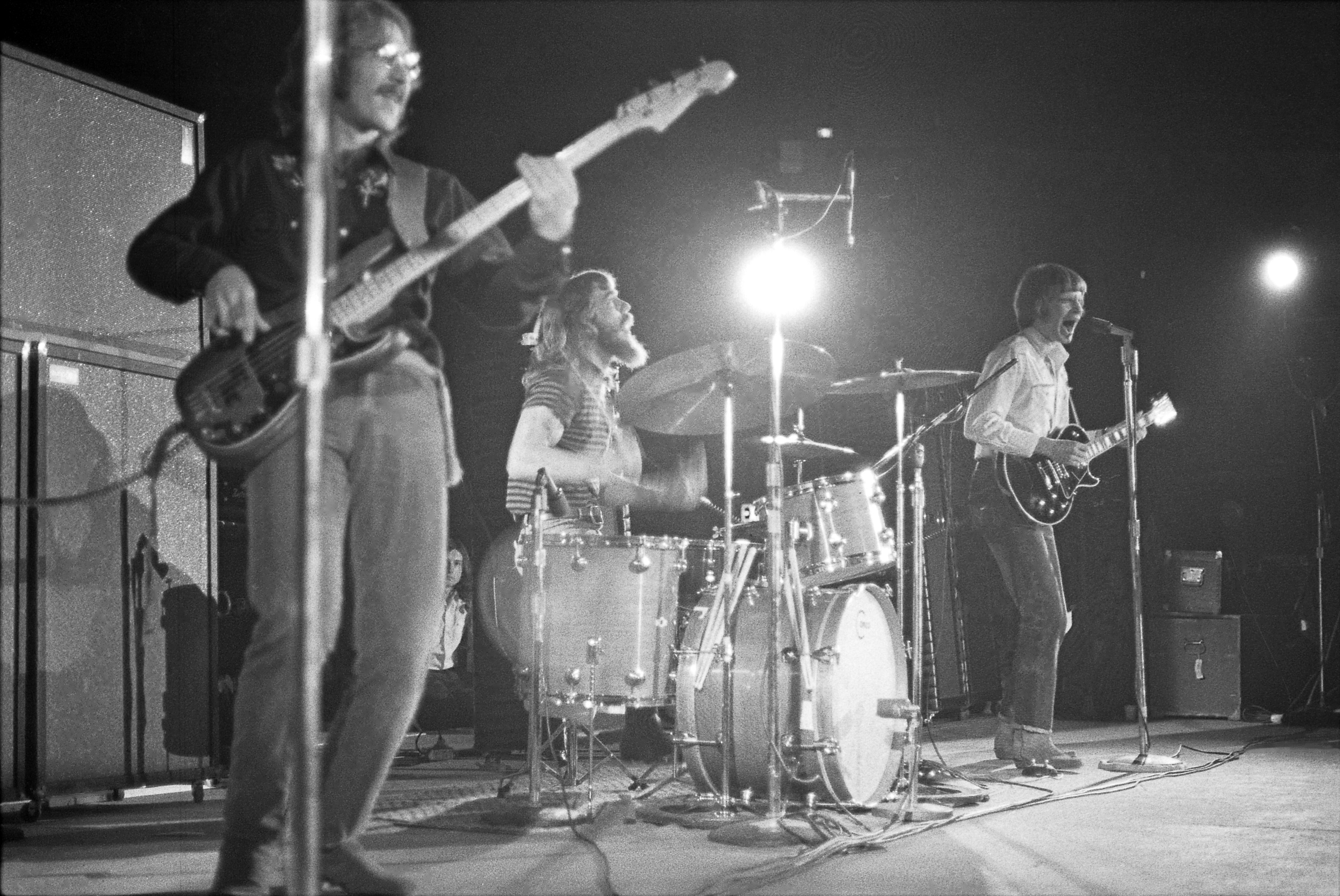
Creedence Clearwater Revival live 1969.

Vid samma tid bytte Fantasy Records ägare, och den nya ägaren Saul Zaentz erbjöd dem möjligheten att spela in ett fullängdsalbum, under villkoret att bandet bytte namn. Medlemmarna beslöt sig för att satsa på musiken på heltid, och lämnade sina "vanliga" jobb, och döpte i januari 1968 om gruppen till Creedence Clearwater Revival. Ordet "Creedence" härstammar från en gemensam vän, Credence Nuball, som arbetade på skivbolaget, "Clearwater" reflekterade medlemmarnas miljömedvetenhet (även om ordet lånades från en ölreklam), och "Revival" stod både för medlemmarnas återfunna tro på gruppen, och för att den musikaliska riktningen styrdes bort från brittpopen mot bluesrocken. Andra namn som övervägdes var "Muddy Rabbit", "Gossamer Wump" och "Creedence Nuball and the Ruby"; det sista var dock utgångspunkten från vilken bandet fick sitt slutliga namn. Cook beskrev namnet som "konstigare än Buffalo Springfield eller Jefferson Airplane".
1968 fick gruppen ett genombrott med låten "Suzie Q.", en cover av en rockabillylåt av Dale Hawkins. Detta var bandets andra singel och dess första att nå topp 40 i USA (11), samt Creendence enda topp 40-hit som inte var skriven av John Fogerty. Ytterligare två singlar gavs ut från deras självbetitlade debutalbum, som gavs ut i maj 1968; en cover av Screamin' Jay Hawkins "I Put a Spell on You" (58) och "Porterville".
Singeln "Proud Mary" var den första att nå topp 10 på Billboardlistan. Den nådde en andraplats. Gruppens andra singel på denna topp 10-lista var "Bad Moon Rising", som också steg så högt som till nummer 2. Både den låten, och den tredje nummer 2-singeln, "Green River", fanns med på skivan Green River från 1969, en skiva som släpptes bara månader efter Bayou Country. Samma år uppträdde CCR på den legendariska Woodstockfestivalen - men på grund av att Grateful Deads extensiva jammande drog ut på tiden fick bandet komma in på scenen så sent att en stor del av publiken redan hade gått och lagt sig.
Bara tre månader senare släpptes skivan Willy and the Poor Boys, med hits som "Down on the Corner" och "Fortunate Son". 
1970 släpptes skivan som många kritiker betraktar som bandets främsta, Cosmo's Factory. Namnet kom sig av bandets långtida replokal - och Doug Clifford, som lystrade till smeknamnet Cosmo, på grund av sitt intresse för allt kosmiskt. Skivan nådde förstaplatsen på poplistan, och innehåller låtar som "Up Around the Bend", "Lookin' out My Back Door", "Who'll Stop the Rain", "Run Through the Jungle" och "I Heard It Through the Grapevine".

### 1971–1972: Nedgång och fall

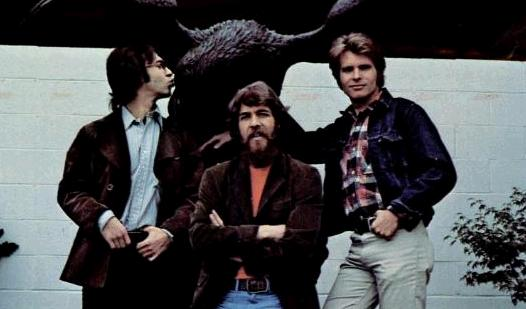
Creedence Clearwater Revival 1971.

John Fogerty var ständigt gruppens huvudperson och han skrev nästintill all musik som spelades in. Efter några år hade hans dominans inom gruppen blivit för påfrestande för de andra gruppmedlemmarna, som ville ha mer inflytande i bandet. 1971 lämnade brodern Tom gruppen för att satsa på eget material. John insisterade [källa behövs] då på att alla bandmedlemmar skulle ha lika stor andel i låtskrivande och sång på albumet Mardi Gras 1972. För resten av medlemmarna, var det inte heller vad man hade beställt. Från att ha gjort allting själv, tvingade Fogerty nu de andra två medlemmarna att både skriva och sjunga in tre låtar var, och han själv spelade bara kompgitarr på de andras låtar. Albumet blev enligt flera musikkritiker inte speciellt lyckat[källa behövs], och det blev även gruppens sista album. På hösten 1972 upplöstes bandet.

### Efter CCR
Creedence Clearwater Revival blev 1993 invalda i Rock and Roll Hall of Fame and Museum. Cook och Clifford bildade 1995 bandet Creedence Clearwater Revisited som framför de gamla låtarna live. John Fogerty har haft en ojämn, men speciellt på senare år, framgångsrik solokarriär, som dock har kantats av en rad rättegångar både mot honom själv, mot hans före detta bandmedlemmar och mot skivbolaget. Saul Zaentz använde pengarna han gjorde på CCR för att bli filmproducent, och har bland annat producerat Oscarvinnarna Gökboet, Amadeus och Den engelske patienten.

## Diskografi
| Studioalbum - 1968 – Creedence Clearwater Revival - 1969 – Bayou Country - 1969 – Green River - 1969 – Willy and the Poor Boys - 1970 – Cosmo's Factory - 1970 – Pendulum - 1972 – Mardi Gras | Livealbum - 1973 – Live in Europe - 1980 – The Concert Samlingsalbum - 2001 – Creedence Clearwater Revival: Box Set - 2001 – Platinum |